# 横浜市立六浦中学校
横浜市立六浦中学校（よこはましりつ むつうらちゅうがっこう）は、神奈川県横浜市金沢区六浦にある市立中学校。

## 概要
1947年の開校当初は現六浦小学校の敷地内に所在し、横浜市立大学への移転を経て、昭和中期に現在地へ立地することになった。略称は六中（むっちゅう）。六中、6つの「あ」（挨拶・当たり前・相手意識・安心・安全・新たな自分）という標語を掲げ、学校生活をよりよくするための目標としている。

## 沿革
- 1947年（昭和22年）
  - 5月 - 六浦小学校に同居して開校
  - 11月 - 現横浜市立大学内に移転
- 1956年（昭和31年）3月 - 六浦中学校塩場分校を設置
- 1958年（昭和33年）10月 - 塩場分校を本校として、従来の本校を分校とした。
- 1959年（昭和34年）4月 - 分校を廃止、本校に移転
- 1961年（昭和36年）9月 - 大道分校設置
- 1963年（平成38年）5月 - 大道分校が独立し、横浜市立大道中学校として開校。
- 1977年（昭和52年）3月 - 鉄筋校舎完成（現在の第2校舎）
- 1978年（昭和53年）4月 - 鉄筋校舎完成（現在の第1校舎）
- 1979年（平成54年）6月 - 校庭整備完了

（出典：六浦中学校公式サイト（ホーム  >  学校紹介  > 沿革） ）

## 交通アクセス
- 京急本線金沢八景駅下車 徒歩15分